# Список прем'єр-міністрів Франції

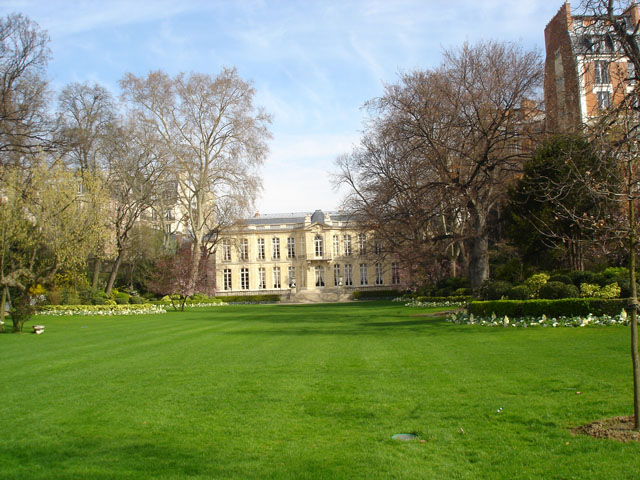
Парк Матіньйонського палацу

Список очільників уряду Франції, починаючи з 1804 року. Формально посада прем'єр-міністра з'явилася у Франції тільки із встановленням П'ятої республіки в 1959 році, проте вже з 1589 року за Старого порядку в політичній структурі Французького королівства існувала посада першого міністра держави. Протягом 1815—1959 років голова уряду традиційно йменувався Голова Ради (фр. Président du Conseil). Існування посади голови уряду як сполучної ланки між главою держави і парламентом є однією з найважливіших характеристик парламентського режиму. Зникнувши з президентським режимом Другої Республіки в 1849 р., ця посада була відновлена в 1871 р. спочатку в формі заступника голови Ради, а після прийняття в 1876 р. конституційних законів Третьої республіки, знову під виглядом Голови Ради, що, як і раніше, була відсутня в конституції. Нарешті, формалізація посади керівника уряду була завершена з появою Четвертої республіки (1946 рік).
На даний момент резиденцією прем'єр-міністра є Матіньйонський палац (фр. l'Hôtel Matignon) у Парижі.

## Перша імперія (1804—1815)
| Зображення | Голова уряду        | Повне ім'я                                 | Початок правління | Кінець правління | Примітки                              |
| ---------- | ------------------- | ------------------------------------------ | ----------------- | ---------------- | ------------------------------------- |
|            | Наполеон І Бонапарт | фр. Napoléon I                             | 18 травня 1804    | 3 квітня 1814    |                                       |
|            | Шарль Талейран      | фр. Charles Maurice de Talleyrand-Périgord | 3 квітня 1814     | 13 травня 1814   |                                       |
|            | Людовік XVIII       | фр. Louis XVIII                            | 13 травня 1814    | 19 березня 1815  | Перша реставрація Бурбонів            |
|            | Наполеон І Бонапарт | фр. Napoléon I                             | 20 березня 1815   | 22 червня 1815   | Повернення до влади в ході «Ста днів» |
|            | Жозеф Фуше          | фр. Joseph Fouché, duc d'Otrante           | 22 червня 1815    | 7 липня 1815     | Голова Тимчасового уряду              |

## Друга реставрація та Липнева монархія (1815—1848)

### Друга реставрація Бурбонів (1815—1830)
| Зображення | Голова уряду               | Повне ім'я                                                                                | Початок правління | Кінець правління  | Примітки |
| ---------- | -------------------------- | ----------------------------------------------------------------------------------------- | ----------------- | ----------------- | -------- |
|            | Шарль Талейран             | фр. Charles Maurice de Talleyrand-Périgord                                                | 9 липня 1815      | 26 вересня 1815   |          |
|            | Арман Емманюель де Рішельє | фр. Armand Emmanuel Sophie Septemanie de Vignerot du Plessis, duc de Richelieu            | 26 вересня 1815   | 29 грудня 1818    |          |
|            | Жан Дессоль                | фр. Jean Joseph Paul Augustin, Marquis Dessolles                                          | 29 грудня 1818    | 19 листопада 1819 |          |
|            | Елі Деказ                  | фр. Élie-Louis Decazes                                                                    | 19 листопада 1819 | 20 лютого 1820    |          |
|            | Арман Емманюель де Рішельє | фр. Armand Emmanuel Sophie Septemanie de Vignerot du Plessis, duc de Richelieu            | 20 лютого 1820    | 14 грудня 1821    |          |
|            | Жан-Батіст де Віллель      | фр. Jean-Baptiste Guillaume Joseph Marie Anne Séraphin, comte de Villèle                  | 14 грудня 1821    | 4 січня 1828      |          |
|            | Жан де Мартиньяк           | фр. Jean-Baptiste Sylvère Gay, vicomte de Martignac                                       | 4 січня 1828      | 8 серпня 1829     |          |
|            | Жуль де Поліньяк           | фр. Jules Auguste Armand Marie de Polignac, comte de Polignac                             | 8 серпня 1829     | 29 липня 1830     |          |
|            | Казимир-Луї де Мортемар    | фр. Casimir-Louis-Victurnien de Rochechouart, prince de Tonnay-Charente, duc de Mortemart | 29 липня 1830     | 29 липня 1830     |          |

### Липнева монархія (1830—1848)
| Зображення | Голова уряду       | Повне ім'я                                                 | Початок правління | Кінець правління  | Примітки |
| ---------- | ------------------ | ---------------------------------------------------------- | ----------------- | ----------------- | -------- |
|            | Жак-Шарль де л'Ер  | фр. Jacques Charles Dupont de l'Eure                       | 1 серпня 1830     | 2 листопада 1830  |          |
|            | Жак Лаффіт         | фр. Jacques Laffitte                                       | 2 листопада 1830  | 13 березня 1831   |          |
|            | Казимир П'єр Пер'є | фр. Casimir Pierre Périer                                  | 13 березня 1831   | 16 травня 1832    |          |
|            | Луї-Філіпп I       | фр. Louis-Philippe I                                       | 16 травня 1832    | 11 жовтня 1832    |          |
|            | Жан Сульт          | фр. Nicolas Jean-de-Dieu Soult, duc de Dalmatie            | 11 жовтня 1832    | 18 липня 1834     |          |
|            | Ет'єн-Морис Жерар  | фр. Étienne Maurice, comte Gérard                          | 18 липня 1834     | 10 листопада 1834 |          |
|            | Юг-Бернар Маре     | фр. Hugues-Bernard Maret, duc de Bassano                   | 10 листопада 1834 | 18 листопада 1834 |          |
|            | Едуар Мортьє       | фр. Adolphe Édouard Casimir Joseph Mortier, duc de Trévise | 18 листопада 1834 | 12 березня 1835   |          |
|            | Віктор де Брольї   | фр. Achille-Charles-Léonce-Victor, duc de Broglie          | 12 березня 1835   | 22 лютого 1836    |          |
|            | Адольф Тьєр        | фр. Marie Joseph Louis Adolphe Thiers                      | 22 лютого 1836    | 6 вересня 1836    |          |
|            | Луї Моле           | фр. Louis Mathieu, comte Molé                              | 6 вересня 1836    | 31 березня 1839   |          |
|            | Адрієн де Гаспарен | фр. Adrien Étienne Pierre, comte de Gasparin               | 31 березня 1839   | 31 березня 1839   | (в. о.)  |
|            | Амеде Жиро де л'Ен | фр. Louis Gaspard Amédée, baron Girod de l'Ain             | 31 березня 1839   | 12 травня 1839    | (в. о.)  |
|            | Жан Сульт          | фр. Nicolas Jean-de-Dieu Soult, duc de Dalmatie            | 12 травня 1839    | 1 березня 1840    |          |
|            | Адольф Тьєр        | фр. Marie Joseph Louis Adolphe Thiers                      | 1 березня 1840    | 29 жовтня 1840    |          |
|            | Жан Сульт          | фр. Nicolas Jean-de-Dieu Soult, duc de Dalmatie            | 29 жовтня 1840    | 19 вересня 1847   |          |
|            | Франсуа Гізо       | фр. François Pierre Guillaume Guizot                       | 19 вересня 1847   | 24 лютого 1848    |          |
|            | Луї Моле           | фр. Louis Mathieu, comte Molé                              | 24 лютого 1848    | 24 лютого 1848    |          |
|            | Адольф Тьєр        | фр. Marie Joseph Louis Adolphe Thiers                      | 24 лютого 1848    | 24 лютого 1848    |          |

## Друга республіка (1848—1852)
| # | Зображення | Голова уряду          | Повне ім'я                                      | Початок правління | Кінець правління  | Партійна приналежність |
| - | ---------- | --------------------- | ----------------------------------------------- | ----------------- | ----------------- | ---------------------- |
| 1 |            | Жак-Шарль де л'Ер     | фр. Jacques Charles Dupont de l'Eure            | 24 лютого 1848    | 9 травня 1848     |                        |
| 2 |            | Франсуа Араго         | фр. Dominique François Jean Arago               | 9 травня 1848     | 24 червня 1848    |                        |
| 3 |            | Луї-Ежен Кавеньяк     | фр. Louis Eugène Cavaignac                      | 24 червня 1848    | 20 грудня 1848    |                        |
| 4 |            | Оділон Барро          | фр. Hyacinthe Camille Odilon Barrot             | 20 грудня 1848    | 31 жовтня 1849    |                        |
| 5 |            | Альфонс д'Отпуль      | фр. Alphonse Henri, comte d'Hautpoul            | 31 жовтня 1849    | 24 січня 1851     |                        |
| — |            | Луї-Наполеон Бонапарт | фр. Louis-Napoléon Bonaparte                    | 24 січня 1851     | 10 квітня 1851    |                        |
| 6 |            | Леон Фоше             | фр. Léonard Joseph Léon Faucher                 | 10 квітня 1851    | 26 жовтня 1851    |                        |
| — |            | Луї-Наполеон Бонапарт | фр. Louis-Napoléon Bonaparte                    | 26 жовтня 1851    | 22 січня 1852     |                        |
| — |            | Франсуа де Касаб'янка | фр. François-Xavier Joseph, comte de Casabianca | 22 січня 1852     | 30 липня 1852     |                        |
| — |            | Ашиль Фульд           | фр. Achille Marcus Fould                        | 30 липня 1852     | 23 листопада 1860 |                        |

## Друга імперія (1852—1870)
| Зображення | Голова уряду                          | Повне ім'я                                                                          | Початок правління | Кінець правління  | Партійна приналежність |
| ---------- | ------------------------------------- | ----------------------------------------------------------------------------------- | ----------------- | ----------------- | ---------------------- |
|            | Ашиль Фульд                           | фр. Achille Marcus Fould                                                            | 30 липня 1852     | 23 листопада 1860 |                        |
|            | Александр Колонна-Валевський          | фр. Alexandre Florian Joseph, comte Colonna-Walewski                                | 23 листопада 1860 | 23 червня 1863    |                        |
|            | Огюст Адольф Бійо                     | фр. Adolphe-Augustin-Marie Billault                                                 | 23 червня 1863    | 13 жовтня 1863    |                        |
|            | Ежен Руе                              | фр. Eugène Rouher                                                                   | 13 жовтня 1863    | 17 липня 1869     |                        |
| 100        | Жан-Батіст Дюверже                    | фр. Jean-Baptiste-Marie Duvergier                                                   | 17 липня 1869     | 2 січня 1870      |                        |
|            | Еміль Олів'є                          | фр. Olivier Émile Ollivier                                                          | 2 січня 1870      | 10 серпня 1870    |                        |
|            | Шарль Кузен-Монтабан, граф де Палікао | фр. Charles Guillaume Marie Appollinaire Antoine Cousin Montauban, comte de Palikao | 10 серпня 1870    | 2 вересня 1870    |                        |

## Третя республіка (1870—1940)
| #                                                                      | Зображення | Голова уряду             | Повне ім'я                                                             | Початок правління | Кінець правління  | Партійна приналежність             |
| ---------------------------------------------------------------------- | ---------- | ------------------------ | ---------------------------------------------------------------------- | ----------------- | ----------------- | ---------------------------------- |
| —                                                                      |            | Луї Жуль Трошю           | фр. Louis Jules Trochu                                                 | 4 вересня 1870    | 13 лютого 1871    | Голова уряду національної оборони  |
| —                                                                      |            | Дені Бенуа д'Азі         | фр. Denis Emmanuel, comte Benoist d'Azy                                | 13 лютого 1871    | 16 лютого 1871    | (в. о.) голови Національних зборів |
| —                                                                      |            | Жуль Греві               | фр. François Paul Jules Grévy                                          | 16 лютого 1871    | 17 лютого 1871    | Голова Національних зборів         |
| Правління Адольфа Т'єра (1871—1873)                                    |            |                          |                                                                        |                   |                   |                                    |
| —                                                                      |            | Адольф Т'єр              | фр. Marie Joseph Louis Adolphe Thiers                                  | 17 лютого 1871    | 19 лютого 1871    | Голова виконавчої влади            |
| 7                                                                      |            | Жуль Дюфор               | фр. Jules Armand Stanislas Dufaure                                     | 19 лютого 1871    | 24 травня 1873    |                                    |
| Президентство Патріса Мак-Магона (1873—1879)                           |            |                          |                                                                        |                   |                   |                                    |
| 8                                                                      |            | Альберт де Брольї        | фр. Jacques Victor Albert, duc de Broglie                              | 25 травня 1873    | 18 травня 1874    |                                    |
| 9                                                                      |            | Ернест де Сіссе          | фр. Ernest Louis Octave Courtot de Cissey                              | 22 травня 1874    | 25 лютого 1875    |                                    |
| 10                                                                     |            | Луї Бюффе                | фр. Louis Joseph Buffet                                                | 10 березня 1875   | 23 лютого 1876    |                                    |
| 7                                                                      |            | Жуль Дюфор               | фр. Jules Armand Stanislas Dufaure                                     | 23 лютого 1876    | 3 грудня 1876     |                                    |
| 11                                                                     |            | Жуль Сімон               | фр. Jules Simon (спр.ім'я Жуль-Франсуа Сюїс фр. Jules François Suisse) | 12 грудня 1876    | 16 травня 1877    |                                    |
| 8                                                                      |            | Альберт де Брольї        | фр. Jacques Victor Albert, duc de Broglie                              | 17 травня 1877    | 19 листопада 1877 |                                    |
| 12                                                                     |            | Гаетан де Рошбуе         | фр. Gaëtan de Grimaudet de Rochebouët                                  | 23 листопада 1877 | 13 грудня 1877    |                                    |
| 7                                                                      |            | Жуль Дюфор               | фр. Jules Armand Stanislas Dufaure                                     | 13 грудня 1877    | 30 січня 1879     |                                    |
| Президентство Жуля Греві (1879—1887)                                   |            |                          |                                                                        |                   |                   |                                    |
| 13                                                                     |            | Вільям Вейдінгтон        | фр. William Henry Waddington                                           | 4 лютого 1879     | 21 грудня 1879    |                                    |
| 14                                                                     |            | Шарль де Фрейсіне        | фр. Louis Charles de Saulces de Freycinet                              | 28 грудня 1879    | 19 вересня 1880   |                                    |
| 15                                                                     |            | Жуль Феррі               | фр. Jules François Camille Ferry                                       | 23 вересня 1880   | 10 листопада 1881 |                                    |
| 16                                                                     |            | Леон Гамбетта            | фр. Léon Michel Gambetta                                               | 14 листопада 1881 | 26 січня 1882     |                                    |
| 14                                                                     |            | Шарль де Фрейсіне        | фр. Louis Charles de Saulces de Freycinet                              | 30 січня 1882     | 29 липня 1882     |                                    |
| 17                                                                     |            | Шарль Дюклерк            | фр. Charles Théodore Eugène Duclerc                                    | 7 серпня 1882     | 28 січня 1883     |                                    |
| 18                                                                     |            | Арман Фальєр             | фр. Clément Armand Fallières                                           | 29 січня 1883     | 17 лютого 1883    |                                    |
| 15                                                                     |            | Жуль Феррі               | фр. Jules François Camille Ferry                                       | 21 лютого 1883    | 30 березня 1885   |                                    |
| 19                                                                     |            | Ежен Бріссон             | фр. Eugène Henri Brisson                                               | 6 квітня 1885     | 29 грудня 1885    |                                    |
| 14                                                                     |            | Шарль де Фрейсіне        | фр. Louis Charles de Saulces de Freycinet                              | 7 січня 1886      | 3 грудня 1886     |                                    |
| 20                                                                     |            | Рене Гобле               | фр. René Goblet                                                        | 11 грудня 1886    | 17 травня 1887    |                                    |
| 21                                                                     |            | Моріс Рувьє              | фр. Maurice Pierre Rouvier                                             | 30 травня 1887    | 4 грудня 1887     |                                    |
| Президентство Саді Карно (1887—1894) та Жана Казимир-Пер'є (1894—1895) |            |                          |                                                                        |                   |                   |                                    |
| 22                                                                     |            | П'єр Еммануель Тірар     | фр. Pierre Emmanuel Tirard                                             | 11 грудня 1887    | 30 березня 1888   |                                    |
| 23                                                                     |            | Шарль Флоке              | фр. Charles Thomas Floquet                                             | 3 квітня 1888     | 14 лютого 1889    |                                    |
| 22                                                                     |            | П'єр Еммануель Тірар     | фр. Pierre Emmanuel Tirard                                             | 22 лютого 1889    | 13 березня 1890   |                                    |
| 14                                                                     |            | Шарль де Фрейсіне        | фр. Louis Charles de Saulces de Freycinet                              | 17 березня 1890   | 18 лютого 1892    |                                    |
| 24                                                                     |            | Еміль Лубе               | фр. Émile François Loubet                                              | 27 лютого 1892    | 28 листопада 1892 |                                    |
| 25                                                                     |            | Александр Рібо           | фр. Alexandre Félix Joseph Ribot                                       | 6 грудня 1892     | 30 березня 1893   |                                    |
| 26                                                                     |            | Шарль Дюпюї              | фр. Charles-Alexandre Dupuy                                            | 4 квітня 1893     | 23 листопада 1893 |                                    |
| 27                                                                     |            | Жан Казимир-Пер'є        | фр. Jean Paul Pierre Casimir Casimir-Perier                            | 3 грудня 1893     | 22 травня 1894    |                                    |
| 26                                                                     |            | Шарль Дюпюї              | фр. Charles-Alexandre Dupuy                                            | 30 травня 1894    | 15 січня 1895     |                                    |
| Президентство Фелікса Фора (1895—1899)                                 |            |                          |                                                                        |                   |                   |                                    |
| 25                                                                     |            | Александр Рібо           | фр. Alexandre Félix Joseph Ribot                                       | 26 січня 1895     | 28 жовтня 1895    |                                    |
| 28                                                                     |            | Леон Буржуа              | фр. Léon Victor Auguste Bourgeois                                      | 1 листопада 1895  | 23 квітня 1896    |                                    |
| 29                                                                     |            | Жуль Мелен               | фр. Félix Jules Méline                                                 | 28 квітня 1896    | 28 червня 1898    |                                    |
| 20                                                                     |            | Ежен Бріссон             | фр. Eugène Henri Brisson                                               | 28 червня 1898    | 26 жовтня 1898    |                                    |
| 26                                                                     |            | Шарль Дюпюї              | фр. Charles-Alexandre Dupuy                                            | 1 листопада 1898  | 12 червня 1899    |                                    |
| Президентство Еміля Лубе (1899—1906)                                   |            |                          |                                                                        |                   |                   |                                    |
| 30                                                                     |            | П'єр Марі Вальдек-Руссо  | фр. Pierre Marie René Ernest Waldeck-Rousseau                          | 22 червня 1899    | 3 червня 1902     |                                    |
| 31                                                                     |            | Луї Еміль Комб           | фр. Émile Justin Louis Combes                                          | 3 червня 1902     | 18 січня 1905     |                                    |
| 22                                                                     |            | Моріс Рувьє              | фр. Maurice Pierre Rouvier                                             | 24 січня 1905     | 7 березня 1906    |                                    |
| Президентство Армана Фальєра (1906—1913)                               |            |                          |                                                                        |                   |                   |                                    |
| 32                                                                     |            | Фердінанд Саррьєн        | фр. Jean Marie Ferdinand Sarrien                                       | 14 березня 1906   | 20 жовтня 1906    |                                    |
| 33                                                                     |            | Жорж Клемансо            | фр. Georges Benjamin Clemenceau                                        | 25 жовтня 1906    | 20 липня 1909     |                                    |
| 34                                                                     |            | Арістід Бріан            | фр. Aristide Briand                                                    | 24 липня 1909     | 2 березня 1911    |                                    |
| 35                                                                     |            | Ернест Моніс             | фр. Antoine Emmanuel Ernest Monis                                      | 2 березня 1911    | 23 червня 1911    |                                    |
| 36                                                                     |            | Жозеф Кайо               | фр. Joseph-Marie-Auguste Caillaux                                      | 27 червня 1911    | 11 січня 1912     |                                    |
| 37                                                                     |            | Раймон Пуанкаре          | фр. Raymond Nicolas Landry Poincaré                                    | 14 січня 1912     | 21 січня 1913     |                                    |
| 34                                                                     |            | Арістід Бріан            | фр. Aristide Briand                                                    | 21 січня 1913     | 18 березня 1913   |                                    |
| Президентство Раймона Пуанкаре (1913—1920) та Поля Дешанеля (1920)     |            |                          |                                                                        |                   |                   |                                    |
| 38                                                                     |            | Луї Барту                | фр. Jean Louis Barthou                                                 | 22 березня 1913   | 2 грудня 1913     |                                    |
| 39                                                                     |            | Гастон Думерг            | фр. Pierre Paul Henri Gaston Doumergue                                 | 9 грудня 1913     | 2 червня 1914     |                                    |
| 25                                                                     |            | Александр Рібо           | фр. Alexandre Félix Joseph Ribot                                       | 9 червня 1914     | 12 червня 1914    |                                    |
| 40                                                                     |            | Рене Вівіані             | фр. Jean Raphaël Adrien René Viviani                                   | 13 червня 1914    | 29 жовтня 1915    |                                    |
| 34                                                                     |            | Арістід Бріан            | фр. Aristide Briand                                                    | 29 жовтня 1915    | 17 березня 1917   |                                    |
| 25                                                                     |            | Александр Рібо           | фр. Alexandre Félix Joseph Ribot                                       | 20 березня 1917   | 7 вересня 1917    |                                    |
| 41                                                                     |            | Поль Пенлеве             | фр. Paul Painlevé                                                      | 12 вересня 1917   | 13 листопада 1917 |                                    |
| 33                                                                     |            | Жорж Клемансо            | фр. Georges Benjamin Clemenceau                                        | 16 листопада 1917 | 18 січня 1920     |                                    |
| 42                                                                     |            | Александр Мільєран       | фр. Étienne Alexandre Millerand                                        | 20 січня 1920     | 23 вересня 1920   |                                    |
| Президентство Александра Мільєрана (1920—1924)                         |            |                          |                                                                        |                   |                   |                                    |
| 43                                                                     |            | Жорж Лейг                | фр. Georges Leygues                                                    | 24 вересня 1920   | 12 січня 1921     |                                    |
| 34                                                                     |            | Арістід Бріан            | фр. Aristide Briand                                                    | 16 січня 1921     | 12 січня 1922     |                                    |
| 37                                                                     |            | Раймон Пуанкаре          | фр. Raymond Nicolas Landry Poincaré                                    | 15 січня 1922     | 1 червня 1924     |                                    |
| 44                                                                     |            | Фредерік Франсуа-Марсаль | фр. Frédéric François-Marsal                                           | 8 червня 1924     | 10 червня 1924    |                                    |
| Президентство Гастона Думерга (1924—1931) та Поля Думера (1931—1932)   |            |                          |                                                                        |                   |                   |                                    |
| 45                                                                     |            | Едуар Ерріо              | фр. Édouard Marie Herriot                                              | 14 червня 1924    | 10 квітня 1925    |                                    |
| 41                                                                     |            | Поль Пенлеве             | фр. Paul Painlevé                                                      | 17 квітня 1925    | 22 листопада 1925 |                                    |
| 34                                                                     |            | Арістід Бріан            | фр. Aristide Briand                                                    | 28 листопада 1925 | 17 липня 1926     |                                    |
| 45                                                                     |            | Едуар Ерріо              | фр. Édouard Marie Herriot                                              | 19 липня 1926     | 21 липня 1926     |                                    |
| 37                                                                     |            | Раймон Пуанкаре          | фр. Raymond Nicolas Landry Poincaré                                    | 23 липня 1926     | 26 липня 1929     |                                    |
| 34                                                                     |            | Арістід Бріан            | фр. Aristide Briand                                                    | 29 липня 1929     | 22 жовтня 1929    |                                    |
| 46                                                                     |            | Андре Тардьє             | фр. André Pierre Gabriel Amédée Tardieu                                | 3 листопада 1929  | 17 лютого 1930    |                                    |
| 47                                                                     |            | Каміль Шотан             | фр. Camille Chautemps                                                  | 21 лютого 1930    | 25 лютого 1930    |                                    |
| 46                                                                     |            | Андре Тардьє             | фр. André Pierre Gabriel Amédée Tardieu                                | 2 березня 1930    | 4 грудня 1930     |                                    |
| 48                                                                     |            | Теодор Стег              | фр. Théodore Steeg                                                     | 13 грудня 1930    | 22 січня 1931     |                                    |
| 49                                                                     |            | П'єр Лаваль              | фр. Pierre Jean Marie Laval                                            | 27 січня 1931     | 6 лютого 1932     |                                    |
| 46                                                                     |            | Андре Тардьє             | фр. André Pierre Gabriel Amédée Tardieu                                | 20 лютого 1932    | 10 травня 1932    |                                    |
| Президентство Альбера Лебрена (1932—1940)                              |            |                          |                                                                        |                   |                   |                                    |
| 45                                                                     |            | Едуар Ерріо              | фр. Édouard Marie Herriot                                              | 3 червня 1932     | 14 грудня 1932    |                                    |
| 50                                                                     |            | Жозеф Поль-Бонкур        | фр. Augustin Alfred Joseph Paul-Boncour                                | 18 грудня 1932    | 28 січня 1933     |                                    |
| 51                                                                     |            | Едуар Даладьє            | фр. Édouard Daladier                                                   | 31 січня 1933     | 24 жовтня 1933    |                                    |
| 52                                                                     |            | Альбер Сарро             | фр. Albert-Pierre Sarraut                                              | 26 жовтня 1933    | 24 листопада 1933 |                                    |
| 47                                                                     |            | Каміль Шотан             | фр. Camille Chautemps                                                  | 26 листопада 1933 | 27 січня 1934     |                                    |
| 51                                                                     |            | Едуар Даладьє            | фр. Édouard Daladier                                                   | 30 січня 1934     | 7 лютого 1934     |                                    |
| 53                                                                     |            | Гастон Думерг            | фр. Pierre Paul Henri Gaston Doumergue                                 | 9 лютого 1934     | 8 листопада 1934  |                                    |
| 54                                                                     |            | П'єр-Етьєн Фланден       | фр. Pierre-Étienne Flandin                                             | 8 листопада 1934  | 31 травня 1935    |                                    |
| 55                                                                     |            | Фернан Буїссон           | фр. Fernand Bouisson                                                   | 1 червня 1935     | 4 червня 1935     |                                    |
| 49                                                                     |            | П'єр Лаваль              | фр. Pierre Jean Marie Laval                                            | 7 червня 1935     | 22 січня 1936     |                                    |
| 52                                                                     |            | Альбер Сарро             | фр. Albert-Pierre Sarraut                                              | 24 січня 1936     | 4 червня 1936     |                                    |
| 56                                                                     |            | Леон Блюм                | фр. André Léon Blum                                                    | 4 червня 1936     | 21 червня 1937    |                                    |
| 47                                                                     |            | Каміль Шотан             | фр. Camille Chautemps                                                  | 29 червня 1937    | 10 березня 1938   |                                    |
| 56                                                                     |            | Леон Блюм                | фр. André Léon Blum                                                    | 13 березня 1938   | 8 квітня 1938     |                                    |
| 51                                                                     |            | Едуар Даладьє            | фр. Édouard Daladier                                                   | 12 квітня 1938    | 20 березня 1940   |                                    |
| 57                                                                     |            | Поль Рейно               | фр. Jean Paul Reynaud                                                  | 22 березня 1940   | 16 червня 1940    |                                    |
| 58                                                                     |            | Філіпп Петен             | фр. Henri Philippe Benoni Omer Joseph Pétain                           | 16 червня 1940    | 11 липня 1940     |                                    |

## Друга світова війна

### Режим Віші (1940—1944)
| #  | Зображення | Голова уряду       | Повне ім'я                                   | Початок правління | Кінець правління | Примітки                                                            |
| -- | ---------- | ------------------ | -------------------------------------------- | ----------------- | ---------------- | ------------------------------------------------------------------- |
| 58 |            | Філіпп Петен       | фр. Henri Philippe Benoni Omer Joseph Pétain | 11 липня 1940     | 17 квітня 1942   | Мав посаду «голови Ради міністрів», урядом керували віце-голови     |
| 49 |            | П'єр Лаваль        | фр. Pierre Jean Marie Laval                  | 11 липня 1940     | 13 грудня 1940   | Віце-голова Ради міністрів                                          |
| 54 |            | П'єр-Етьєн Фланден | фр. Pierre-Étienne Flandin                   | 13 грудня 1940    | 9 лютого 1941    | Віце-голова Ради міністрів                                          |
| 59 |            | Франсуа Дарлан     | фр. Jean Louis Xavier François Darlan        | 9 лютого 1941     | 17 квітня 1942   | Віце-голова Ради міністрів                                          |
| 49 |            | П'єр Лаваль        | фр. Pierre Jean Marie Laval                  | 18 квітня 1942    | 20 серпня 1944   |                                                                     |
| —  |            | Фернан де Брінон   | фр. Marie Fernand de Brinon                  | 25 серпня 1944    | 22 квітня 1945   | Голова Комісії французького уряду із захисту національних інтересів |

### «Вільна Франція» (1940—1944)
| # | Зображення      | Голова уряду   | Повне ім'я                               | Початок правління | Кінець правління                                          | Примітки                                              |
| - | --------------- | -------------- | ---------------------------------------- | ----------------- | --------------------------------------------------------- | ----------------------------------------------------- |
| — |                 | Шарль де Голль | фр. Charles André Joseph Marie de Gaulle | 11 липня 1940     | 24 вересня 1941                                           | Голова Ради захисту Імперії                           |
| — | 24 вересня 1941 | Шарль де Голль | фр. Charles André Joseph Marie de Gaulle | 3 червня 1943     | Голова Французького національного комітету в Лондоні      |                                                       |
| — | 3 червня 1943   | Шарль де Голль | фр. Charles André Joseph Marie de Gaulle | 9 листопада 1943  | Співголова Французького комітету національного визволення |                                                       |
| — |                 | Анрі Жиро      | фр. Henri Honoré Giraud                  | 3 червня 1943     | Співголова Французького комітету національного визволення | 9 листопада 1943                                      |
| — |                 | Шарль де Голль | фр. Charles André Joseph Marie de Gaulle | 9 листопада 1943  | 3 червня 1944                                             | Голова Французького комітету національного визволення |

### Тимчасовий уряд (1944—1946)
| #  | Зображення | Голова уряду   | Повне ім'я                               | Початок правління | Кінець правління  | Партійна приналежність |
| -- | ---------- | -------------- | ---------------------------------------- | ----------------- | ----------------- | ---------------------- |
| 60 |            | Шарль де Голль | фр. Charles André Joseph Marie de Gaulle | 3 червня 1944     | 26 січня 1946     |                        |
| 61 |            | Фелікс Гуен    | фр. Félix Jean Gouin                     | 26 січня 1946     | 12 червня 1946    |                        |
| 62 |            | Жорж Бідо      | фр. Georges-Augustin Bidault             | 24 червня 1946    | 28 листопада 1946 |                        |
| 56 |            | Леон Блюм      | фр. André Léon Blum                      | 16 грудня 1946    | 16 січня 1947     |                        |

## Четверта республіка (1946—1958)
| #                                        | Зображення | Голова уряду        | Повне ім'я                               | Початок правління | Кінець правління  | Партійна приналежність |
| ---------------------------------------- | ---------- | ------------------- | ---------------------------------------- | ----------------- | ----------------- | ---------------------- |
| Президентство Венсана Оріоля (1947—1954) |            |                     |                                          |                   |                   |                        |
| 63                                       |            | Поль Рамадьє        | фр. Paul Ramadier                        | 22 січня 1947     | 19 листопада 1947 |                        |
| 65                                       |            | Робер Шуман         | фр. Jean-Baptiste Nicolas Robert Schuman | 24 листопада 1947 | 19 липня 1948     |                        |
| 66                                       |            | Андре Марі          | фр. André Marie                          | 28 липня 1948     | 28 серпня 1948    |                        |
| 65                                       |            | Робер Шуман         | фр. Jean-Baptiste Nicolas Robert Schuman | 5 вересня 1948    | 7 вересня 1948    |                        |
| 67                                       |            | Анрі Кей            | фр. Henri Queuille                       | 11 вересня 1948   | 6 жовтня 1949     |                        |
| 61                                       |            | Жорж Бідо           | фр. Georges-Augustin Bidault             | 28 жовтня 1949    | 24 червня 1950    |                        |
| 67                                       |            | Анрі Кей            | фр. Henri Queuille                       | 3 липня 1950      | 4 липня 1950      |                        |
| 68                                       |            | Рене Плевен         | фр. René Jean Pleven                     | 12 липня 1950     | 28 лютого 1951    |                        |
| 67                                       |            | Анрі Кей            | фр. Henri Queuille                       | 10 березня 1951   | 10 липня 1951     |                        |
| 68                                       |            | Рене Плевен         | фр. René Jean Pleven                     | 11 серпня 1951    | 17 січня 1952     |                        |
| 69                                       |            | Едгар Фор           | фр. Edgar Faure                          | 20 січня 1952     | 29 лютого 1952    |                        |
| 70                                       |            | Антуан Піне         | фр. Antoine Pinay                        | 8 березня 1952    | 22 грудня 1952    |                        |
| 71                                       |            | Рене Маєр           | фр. René Mayer                           | 8 січня 1953      | 21 травня 1953    |                        |
| 72                                       |            | Жозеф Ланьєль       | фр. Joseph Laniel                        | 28 червня 1953    | 12 червня 1954    |                        |
| Президентство Рене Коті (1954—1959)      |            |                     |                                          |                   |                   |                        |
| 73                                       |            | П'єр Мендес-Франс   | фр. Pierre Mendès France                 | 19 червня 1954    | 4 лютого 1955     |                        |
| 69                                       |            | Едгар Фор           | фр. Edgar Faure                          | 23 лютого 1955    | 24 січня 1956     |                        |
| 75                                       |            | Гі Молле            | фр. Guy Mollet                           | 1 лютого 1956     | 21 травня 1957    |                        |
| 76                                       |            | Моріс Буржес-Монурі | фр. Maurice Jean Marie Bourgès-Maunoury  | 13 червня 1957    | 30 вересня 1957   |                        |
| 77                                       |            | Фелікс Гайяр        | фр. Félix Gaillard d'Aimé                | 6 листопада 1957  | 15 квітня 1958    |                        |
| 78                                       |            | П'єр Пфлімлен       | фр. Pierre Eugène Jean Pflimlin          | 14 травня 1958    | 28 травня 1958    |                        |
| 59                                       |            | Шарль де Голль      | фр. Charles André Joseph Marie de Gaulle | 1 червня 1958     | 8 січня 1959      |                        |

## П'ята республіка (з 1958)
| #                                                | Зображення | Голова уряду         | Повне ім'я                                              | Початок правління | Кінець правління | Партійна приналежність |
| ------------------------------------------------ | ---------- | -------------------- | ------------------------------------------------------- | ----------------- | ---------------- | ---------------------- |
| Президентство Шарля де Голля (1959—1969)         |            |                      |                                                         |                   |                  |                        |
| 79                                               |            | Мішель Дебре         | фр. Michel Jean-Pierre Debré                            | 8 січня 1959      | 14 квітня 1962   |                        |
| 80                                               |            | Жорж Помпіду         | фр. Georges Jean Raymond Pompidou                       | 14 квітня 1962    | 10 липня 1968    |                        |
| 81                                               |            | Моріс Кув де Мюрвіль | фр. Maurice Couve de Murville                           | 10 липня 1968     | 20 липня 1969    |                        |
| Президентство Жоржа Помпіду (1969—1974)          |            |                      |                                                         |                   |                  |                        |
| 82                                               |            | Жак Шабан-Дельмас    | фр. Jacques Chaban-Delmas                               | 20 липня 1969     | 5 липня 1972     |                        |
| 83                                               |            | П'єр Мессмер         | фр. Pierre-Auguste-Joseph Messmer                       | 5 липня 1972      | 27 травня 1974   |                        |
| Президентство Валері Жискар д'Естена (1974—1981) |            |                      |                                                         |                   |                  |                        |
| 84                                               |            | Жак Ширак            | фр. Jacques René Chirac                                 | 27 травня 1974    | 25 серпня 1976   |                        |
| 85                                               |            | Раймон Барр          | фр. Raymond Octave Joseph Barre                         | 25 серпня 1976    | 13 травня 1981   |                        |
| Президентство Франсуа Міттерана (1981—1995)      |            |                      |                                                         |                   |                  |                        |
| 86                                               |            | П'єр Моруа           | фр. Pierre Mauroy                                       | 21 травня 1981    | 17 липня 1984    |                        |
| 87                                               |            | Лоран Фабіус         | фр. Laurent Pierre Emmanuel Fabius                      | 17 липня 1984     | 20 березня 1986  |                        |
| 84                                               |            | Жак Ширак            | фр. Jacques René Chirac                                 | 20 березня 1986   | 10 травня 1988   |                        |
| 88                                               |            | Мішель Рокар         | фр. Michel Louis Léon Rocard                            | 10 травня 1988    | 15 травня 1991   |                        |
| 89                                               |            | Едіт Крессон         | фр. Édith Cresson                                       | 15 травня 1991    | 2 квітня 1992    |                        |
| 90                                               |            | П'єр Береговуа       | фр. Pierre Bérégovoy                                    | 2 квітня 1992     | 29 березня 1993  |                        |
| 91                                               |            | Едуар Балладюр       | фр. Édouard Léon Raoul Balladur                         | 29 березня 1993   | 11 травня 1995   |                        |
| Президентство Жака Ширака (1995—2007)            |            |                      |                                                         |                   |                  |                        |
| 92                                               |            | Ален Жюппе           | фр. Alain Marie Juppé                                   | 17 травня 1995    | 2 червня 1997    |                        |
| 93                                               |            | Ліонель Жоспен       | фр. Lionel Jospin                                       | 2 червня 1997     | 6 травня 2002    |                        |
| 94                                               |            | Жан-П'єр Раффарен    | фр. Jean-Pierre Raffarin                                | 6 травня 2002     | 31 травня 2005   |                        |
| 95                                               |            | Домінік де Вільпен   | фр. Dominique Marie François René Galouzeau de Villepin | 31 травня 2005    | 15 травня 2007   |                        |
| Президентство Ніколя Саркозі (2007—2012)         |            |                      |                                                         |                   |                  |                        |
| 96                                               |            | Франсуа Фійон        | фр. François Charles Armand Fillon                      | 17 травня 2007    | 10 травня 2012   |                        |
| Президентство Франсуа Олланда (2012—2017)        |            |                      |                                                         |                   |                  |                        |
| 97                                               |            | Жан-Марк Еро         | фр. Jean-Marc Ayrault                                   | 15 травня 2012    | 31 березня 2014  |                        |
| 98                                               |            | Мануель Вальс        | фр. Manuel Carlos Valls Galfetti                        | 31 березня 2014   | 6 грудня 2016    |                        |
| 99                                               |            | Бернар Казнев        | фр. Bernard Cazeneuve                                   | 6 грудня 2016     | 10 травня 2017   |                        |
| Президентство Еммануеля Макрона (2017—)          |            |                      |                                                         |                   |                  |                        |
| 100                                              |            | Едуар Філіпп         | фр. Édouard Charles Philippe                            | 15 травня 2017    | 19 червня 2020   |                        |
| 101                                              |            | Жан Кастекс          | фр. Jean Castex                                         | 3 липня 2020      | 16 травня 2022   |                        |
| 102                                              |            | Елізабет Борн        | фр. Élisabeth Borne                                     | 16 травня 2022    | 8 січня 2024     |                        |
| 103                                              |            | Габріель Атталь      | фр. Gabriel Attal                                       | 9 січня 2024      | 6 вересня 2024   |                        |
| 104                                              |            | Мішель Барньє        | фр. Michel Barnier                                      | 6 вересня 2024    | 13 грудня 2024   |                        |
| 104                                              |            | Франсуа Байру        | фр. François Bayrou                                     | 13 грудня 2024    | чинний           |                        |